# 克里斯蒂安尼亞鎮區 (明尼蘇達州傑克遜縣)
克里斯蒂安尼亞鎮區（英語：Christiania Township）是位於美國明尼蘇達州傑克遜縣的一個行政鎮區。

## 歷史
克里斯蒂安尼亞鎮區於1871年設立，得名自挪威城市奧斯陸的舊稱。

## 地方資料
克里斯蒂安尼亞鎮區的面積為93.81平方千米，當中陸地面積為92.25平方千米，而水域面積為1.56平方千米。根據2020年美國人口普查的數據，當地共有人口266人，而人口密度為每平方千米2.84人。